# Kvantprick

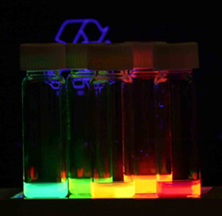
Kolloidala kvantprickar bestrålade med UV-ljus. Olika stora kvantprickar avger olika färger av ljus på grund av kvantinneslutning.

En kvantprick (QD) är en mycket liten kristall av ett halvledarmaterial, typiskt sett ett par nanometer stor, som på grund av sin litenhet och kvantmekaniska fenomen får andra optiska och elektroniska egenskaper än en större kristall av samma material. 2023 års Nobelpris i kemi tilldelades Louis Brus, Moungi Bawendi och Aleksej Jekimov för upptäckten och utvecklingen av kvantprickar.

## Egenskaper
Kvantprickar har en central betydelse i nanoteknologi och materialvetenskap. Om en kvantprick belyses med ultraviolett ljus kan den sända ut eget ljus i en annan våglängd. Effekten kallas fotoluminiscens, och beror på att en elektron i kvantpricken exciteras till en högre energinivå. När den sedan återgår till sin tidigare energinivå avger den en foton. Färgen på det emitterade ljuset beror på energiskillnaden mellan de diskreta energinivåerna för kvantpunkten i ledningsbandet och valensbandet.
Material i nanoskala med halvledaregenskaper begränsar antingen elektroner eller elektronhål tätt. Instängningen liknar en tredimensionell partikel i en lådmodell. Kvantpricksabsorptions- och emissionsegenskaperna motsvarar övergångar mellan diskreta kvantmekaniskt tillåtna energinivåer i lådan som påminner om atomspektra. Av dessa skäl kallas kvantprickar ibland konstgjorda atomer, vilket betonar deras bundna och diskreta elektroniska tillstånd, som naturligt förekommande atomer eller molekyler. Det har visats att de elektroniska vågfunktionerna i kvantprickar liknar dem i verkliga atomer.
Kvantprickar har egenskaper mellan bulkhalvledare och diskreta atomer eller molekyler. Deras optoelektroniska egenskaper förändras som en funktion av både storlek och form. Större kvantprickar med 5–6 nm diameter avger längre våglängder, med färger som orange eller röd. Mindre kvantprickar (2–3 nm) avger kortare våglängder, vilket ger färger som blått och grönt. De specifika färgerna varierar dock beroende på den exakta sammansättningen av kvantprickar.

### Optiska egenskaper

Fluorescensspektra av CdTe-kvantprickar av olika storlekar. Kvantprickar av olika storlek avger ljus i olika färger på grund av kvantinneslutning.

Kvantprickar har fått intresse från det vetenskapliga samhället på grund av deras intressanta optiska egenskaper, de viktigaste är bandgapavstämning. När en elektron exciteras till ledningsbandet, lämnar den efter sig en tom plats i valensbandet som kallas hål. Dessa två motsatta laddningar är bundna av Coulombiska interaktioner i vad som kallas en exciton och deras rumsliga separation definieras av exciton Bohrradie. I en nanostruktur av jämförbar storlek med excitonens Bohrradie är excitonen fysiskt begränsad i halvledaren vilket resulterar i en ökning av materialets bandgap. Detta beroende kan förutsägas med Brusmodellen.
Eftersom inneslutningsenergin beror på kvantprickens storlek, kan både absorptionsstart och fluorescensemission ställas in genom att ändra storleken på kvantpricken under dess syntes. Ju större pricken är, desto rödare (lägre energi) börjar dess absorption och fluorescensspektrum. Omvänt absorberar mindre prickar och avger blåare (högenergi) ljus. Nya artiklar tyder på att formen på kvantpricken kan vara en faktor i färgningen också, men ännu (2005) finns inte tillräckligt med information tillgänglig. Vidare visades att livslängden för fluorescens bestäms av storleken på kvantpricken. Större prickar har mer nära åtskilda energinivåer där elektron-hål-paret kan fångas. Därför lever elektronhålpar i större prickar längre vilket gör att större prickar visar en längre livslängd.
För att förbättra fluorescenskvantutbytet kan kvantprickar göras med skal av ett halvledarmaterial med större bandgap runt dem. Förbättringen föreslås bero på den minskade åtkomsten av elektroner och hål till ickestrålande ytrekombinationsvägar i vissa fall, men också på minskad Auger-rekombination i andra.

## Tillämpningar
Potentiella tillämpningar av kvantprickar är enkelelektrontransistorer, solceller, lysdioder, lasrar, enkelfotonkällor, generering av andraövertoner, kvantberäkning, cellbiologisk forskning, mikroskopi, och medicinsk bildvetenskap. Deras lilla storlek gör att vissa kvantprickar kan suspenderas i lösning, vilket kan leda till att de används i bläckstråleutskrifter och sprutmålning. De har använts i Langmuir-Blodgett tunnfilm. Dessa bearbetningstekniker resulterar i billigare och mindre tidskrävande metoder för halvledartillverkning. 

## Historik
I tusentals år kunde glasmakare tillverka färgat glas genom att lägga till olika stoft och pulveriserade element som silver, guld och kadmium och använde sedan olika temperaturer för att framställa nyanser av glas. På 1800-talet började forskare förstå hur glasfärgen berodde på element och uppvärmnings-kylningstekniker. Man fann också att färgen för samma element och beredning berodde på stoftpartiklarnas storlek.
Herbert Fröhlich  utforskade på 1930-talet först idén att materialegenskaper kan bero på de makroskopiska dimensionerna hos en liten partikel på grund av effekterna av kvantstorlek.
De första kvantprickarna syntetiserades i en glasmatris av Alexei A. Onushchenko och Aleksej Jekimov 1981 vid Vavilov State Optical Institute och oberoende i kolloidal suspension av Luuois E. Brus team vid Bell Labs 1983. De teoretiserades först av Alexander Efros 1982. Det upptäcktes snabbt att de optiska förändringarna som uppträdde för mycket små partiklar berodde på kvantmekaniska effekter.
Termen kvantprick dök först upp i en artikel som först skrevs av Mark Reed 1986. Enligt Brus myntades termen "kvantprick" av Daniel S. Chemla medan de arbetade på Bell Labs.
År 1993 rapporterade David J. Norris, Christopher B. Murray och Moungi Bawendi vid Massachusetts Institute of Technology om en syntesmetod för varminjektion för att producera reproducerbara kvantprickar med väldefinierad storlek och med hög optisk kvalitet. Metoden öppnade dörren till utvecklingen av storskaliga tekniska tillämpningar av kvantprickar inom en lång rad områden.